# 889 Broadway
Le 889 Broadway, également connu sous le nom de Gorham Manufacturing Company Building, est un bâtiment de style Queen Anne situé à Broadway et East 19th Street dans le Flatiron District de Manhattan à New York, dans le quartier historique de Ladies 'Mile. Construit en 1883-1884, il a été conçu en briques et en fonte par Edward Hale Kendall. 

## Historique
889 Broadway a servi de magasin de vente au détail à la Gorham Manufacturing Company, un important fabricant d'argenterie, jusqu'en 1905. Le bâtiment a ensuite été converti en lofts et bureaux en 1913. En 1977, la disposition d'origine a été restaurée et, en 1984, le bâtiment a été désigné monument officiel de la ville par la Commission de préservation des monuments de la ville de New York. 